# Placa autocroma

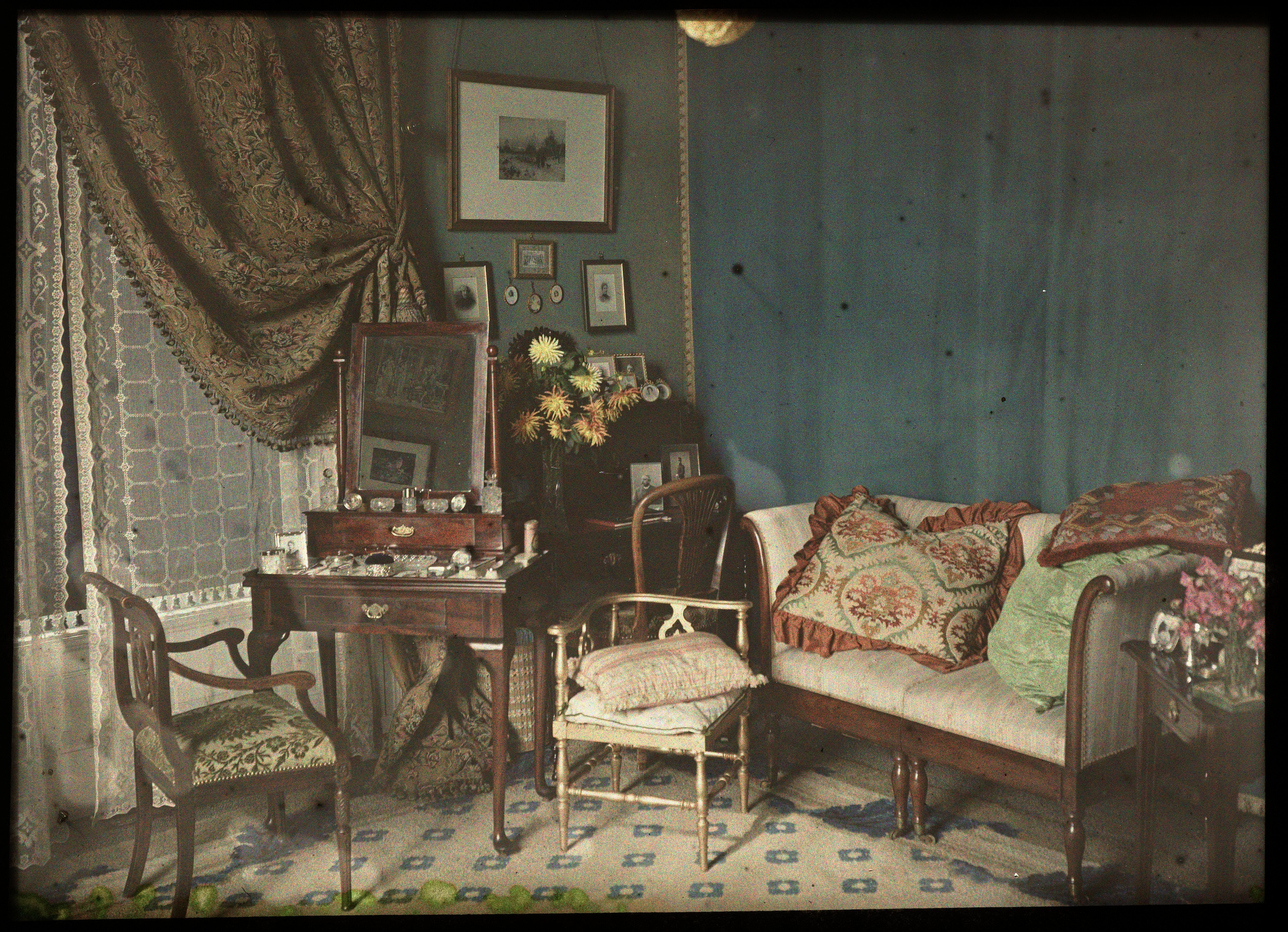
Placa autocroma de 9x12 cm, hacia los años 1915-1925. Interior con tocador, sofá y retratos. Colección Rijksmuseum.

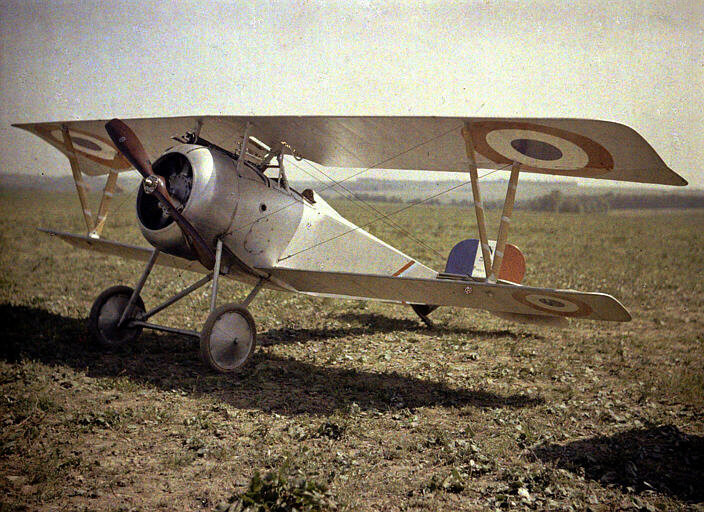
Placa autocroma hacia 1917. Caza francés Nieuport 17 de la Primera Guerra Mundial.

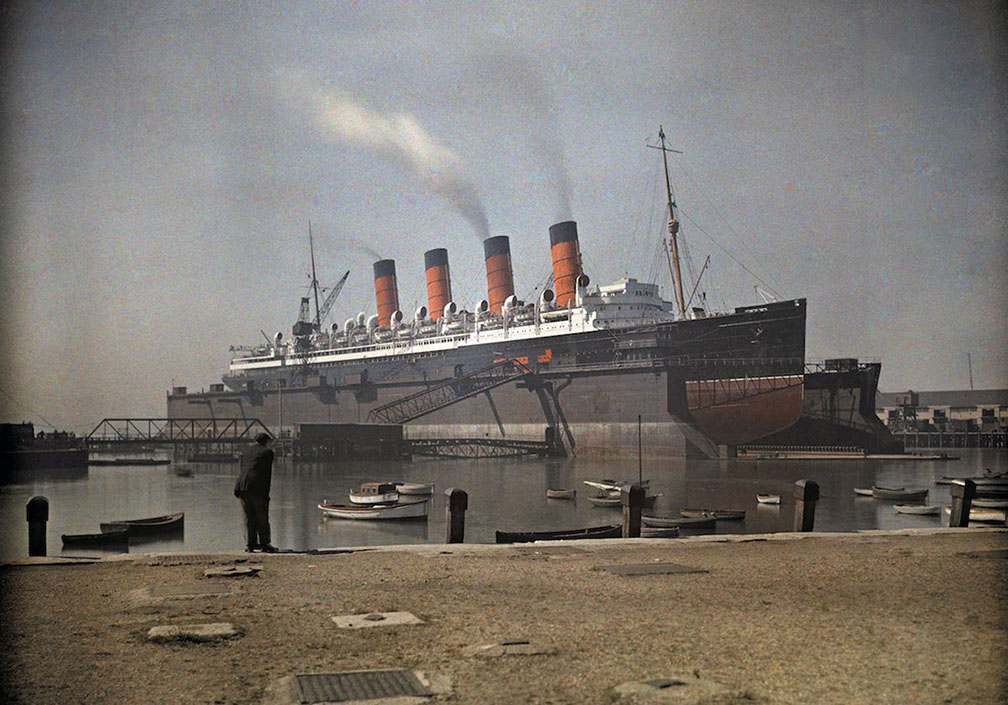
Placa autocroma de 1928. Transatlántico británico Mauretania, en dique flotante.

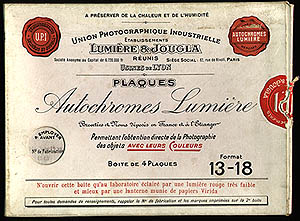
Caja de placas autocromas Lumière.

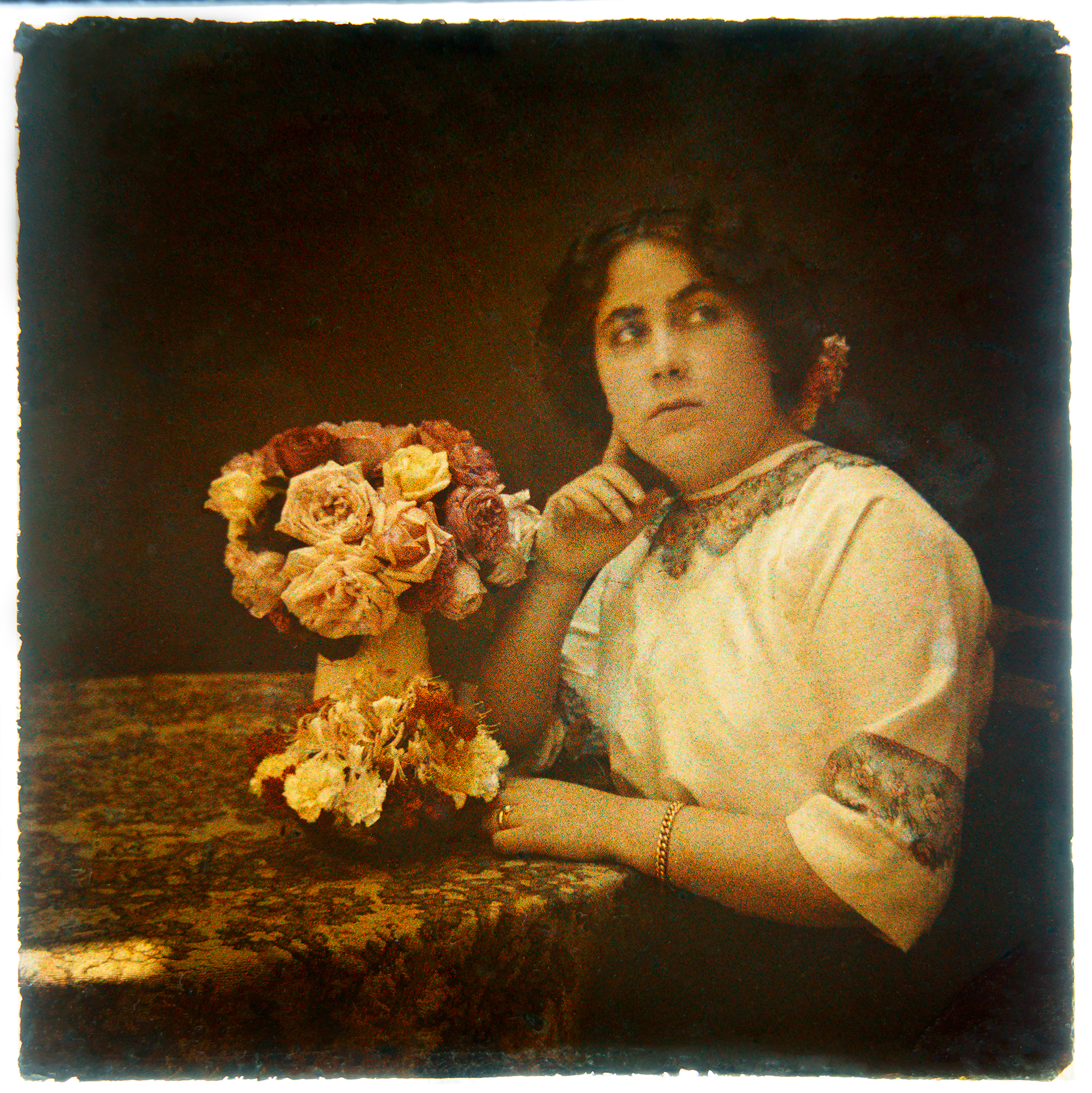
Placa autocroma Lumière, hacia 1910. Fotografía realizada por Arturo Cerdá y Rico, médico y fotógrafo español, de su hija Purita.

La placa autocroma (en francés: autochrome) fue un procedimiento fotográfico en color, de síntesis aditiva. Patentado a finales del año 1903, por los hermanos Lumière, y comercializado en 1907, resultó ser el único procedimiento en color disponible hasta el año 1935. Se conoce su empleo en España por Santiago Ramón y Cajal en torno a 1911; por el también médico Arturo Cerdá y Rico, y por el arquitecto Narciso Clavería, entre otros.

## Usos
Tuvo gran éxito comercial. Las autocromas Lumière eran placas de vidrio hasta la década de los años 30, cuando salieron en soporte de película. Entonces las autocromas fueron gradualmente sustituidas por otros procesos como el Kodachrome.

## Características
Las placas autocromas constaban de un mosaico de microscópicos granos de almidón, usualmente fécula de patata, sobre la base de una película en blanco y negro. Los granos eran teñidos de color naranja, verde y morado, actuando de esta forma como filtros de color. Tras el procesado de la placa surgían los colores complementarios.
De esta forma, sobre una emulsión pancromática normal para blanco y negro se depositaba una capa de la mezcla de almidón con teñidos en los tres colores primarios: azul, amarillo y magenta (o naranja, verde claro y violeta). Esta pantalla actuaba como filtro selectivo del color durante la exposición, produciendo diferentes densidades de los mismos en la imagen dependiendo del color real y su intensidad. Tras el procesado de la placa surgían los colores complementarios. Una vez concluido el proceso de revelado y fijado se invertía la imagen para obtener un positivo; todo ello en la misma placa. Tras revelar y positivar, la observación a la luz blanca a través de la misma pantalla de filtraje producía una aceptable impresión en color.
Las placas autocromas son piezas únicas, pues no existen negativos para obtener copias. Son placas positivas, transparentes.

## Museo Departamental Albert-Kahn
En el Museo Departamental Albert-Kahn, en Francia, en Boulogne-Billancourt, se conservan 72.000 placas autocromas. Entre todas esas imágenes, hay más de 660 de España, tomadas en los años 1914 y 1917. Sus temas principales son vistas de ciudades y monumentos, y retratos colectivos de tipos populares. Hay muchas imágenes de: Ávila, Bilbao, Burgos, Córdoba, Granada, León, Santiago de Compostela, Segovia, Sevilla, Toledo, y otros lugares de la península ibérica. En el mismo museo se conservan también autocromas de Argentina, Brasil y Uruguay.
Algunos de los fondos del Musée Albert-Khan:

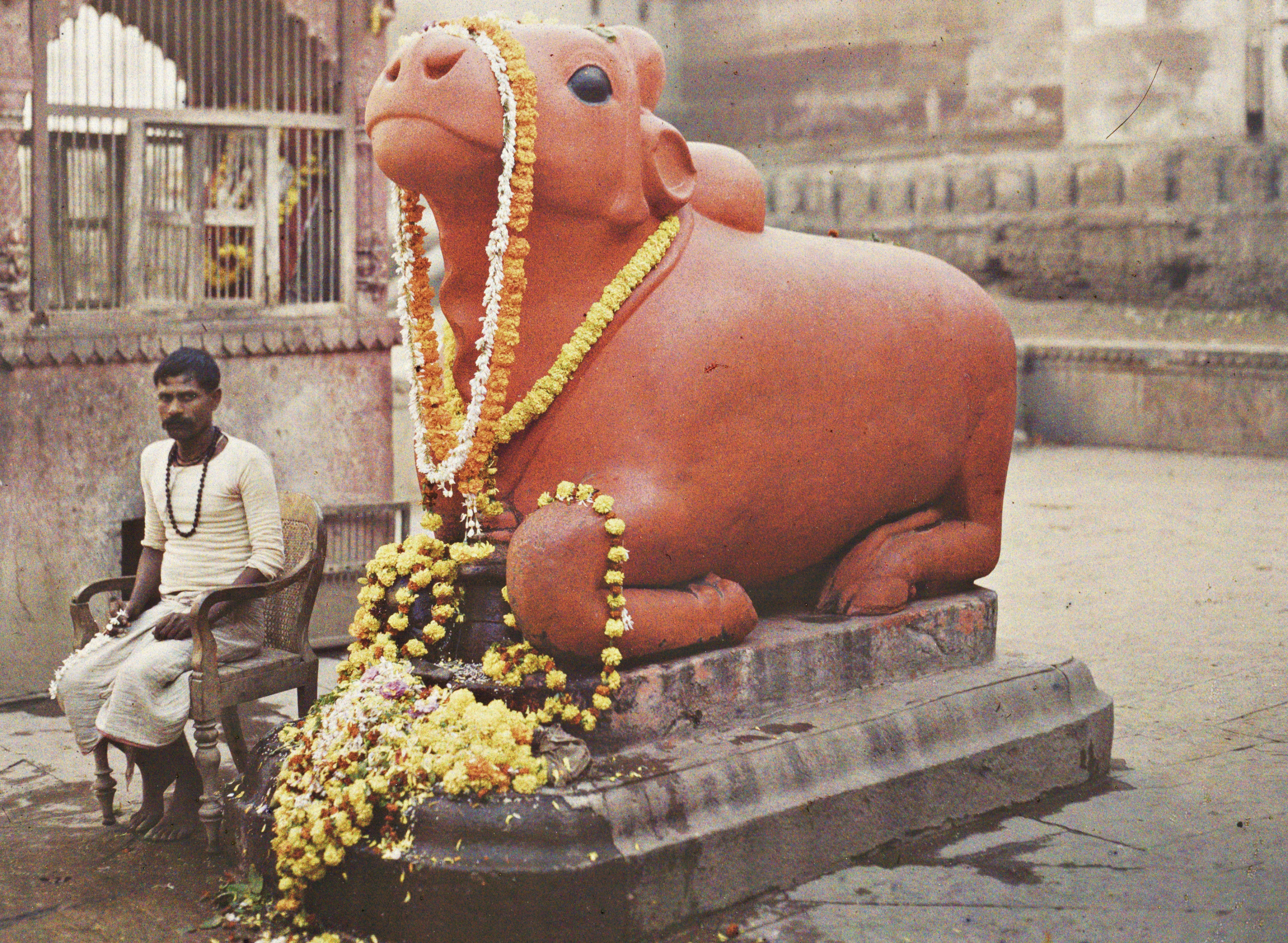
Estatua del toro Nandi en Benarés, en 1914.
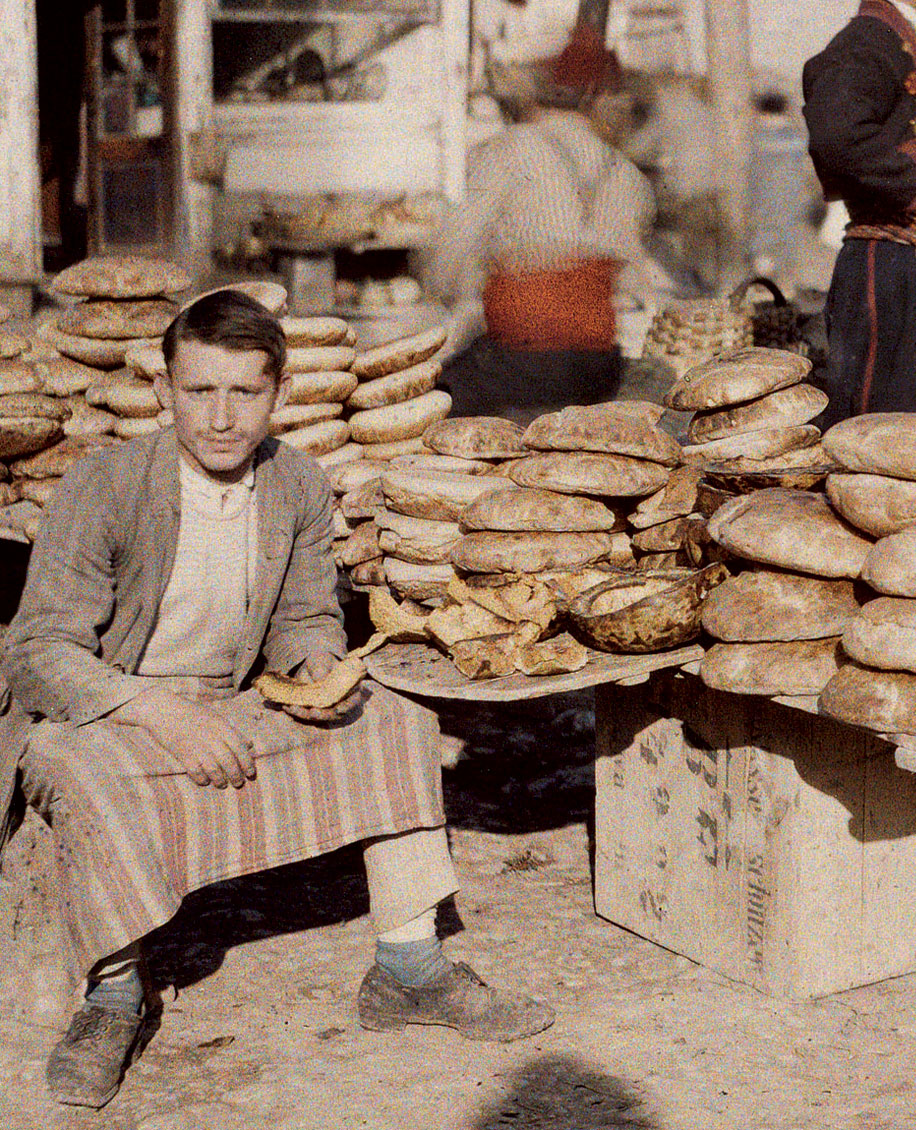
Detalle de un puesto de pan en Sarajevo (Bosnia y Herzegovina), en 1912. Autor: Auguste Léon.
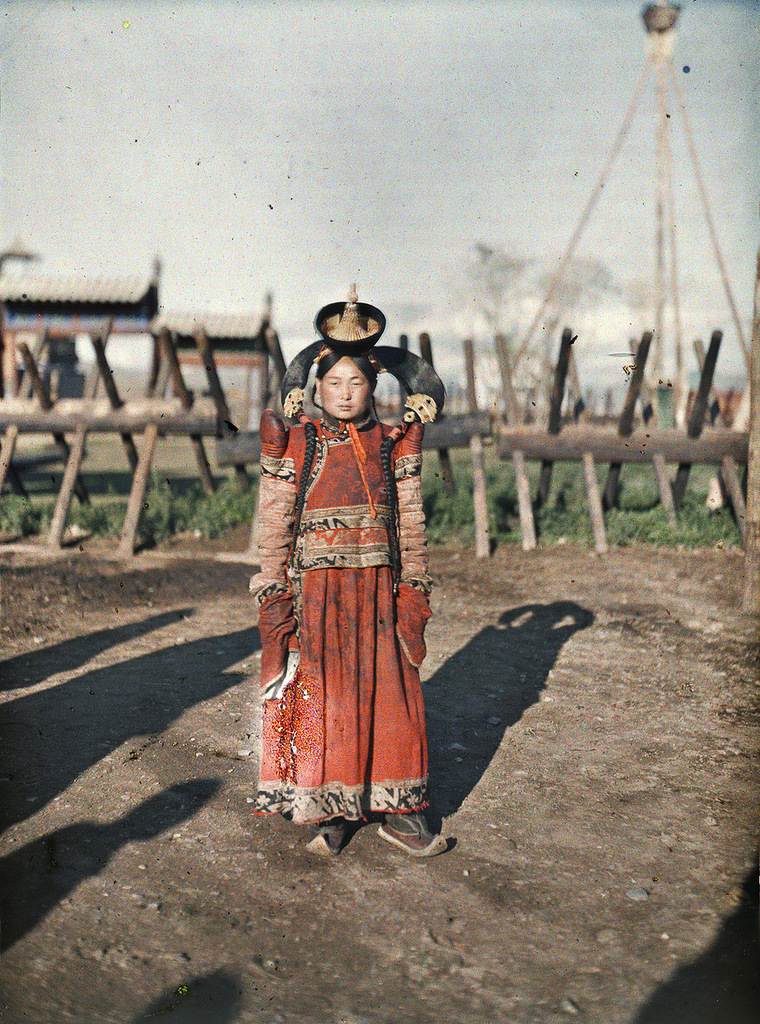
Una mujer de Mongolia, en 1913.
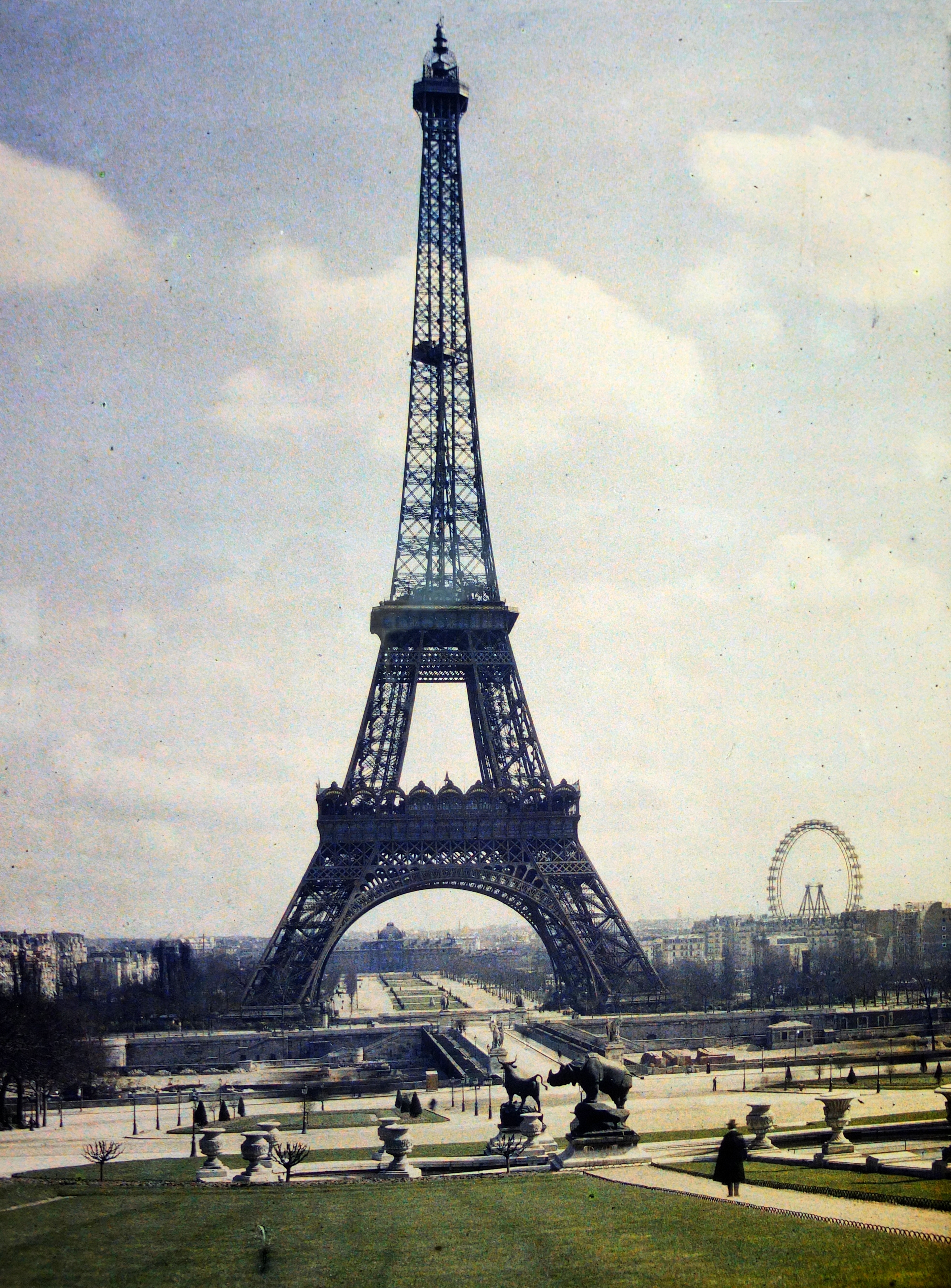
Torre Eiffel, París, en 1914.